# Холл, Асаф
Асаф Холл (англ. Asaph Hall; 15 октября 1829, Гошен, Коннектикут — 22 ноября 1907, Аннаполис, Мэриленд) — американский астроном.
Член Национальной академии наук США (1875), иностранный член-корреспондент Петербургской академии наук (1880).

## Биография
Асаф Холл родился 15 октября 1829 года в Гошене, Коннектикут. Учился в Норфолкской академии (штат Коннектикут), колледже в Макгровилле (штат Нью-Йорк), работал в обсерватории Мичиганского университета.
В 1857—1862 годах состоял ассистентом в Гарвардской обсерватории, в 1862 году — ассистент, а с 1863 по 1891 год — профессор математики Военно-морской обсерватории в Вашингтоне.
Возглавлял группу американских астрономов, в 1870 году посетивших Пулковскую обсерваторию, а также был членом американской делегации, посетившей г. Владивосток в 1874 году для наблюдения за приближением к Земле планеты Венера.
В 1898—1903 годах преподавал небесную механику в Гарвардском университете.
В 1876 году определил период вращения Сатурна. В 1877 году обнаружил спутники Марса, названные впоследствии Фобосом и Деймосом. В 1892 году показал, что две части звезды 61 Лебедя имеют пару.  Также Асаф Холл изучал и наблюдал полные солнечные затмения.
Асаф Холл умер 22 ноября 1907 года в Аннаполисе, штат Мэриленд.

## Семья
Был женат дважды. Имел четырёх детей, некоторые из них также занялись наукой.